# Raymond Delprat
Pour les articles homonymes, voir Delprat.
Raymond Delprat, né le 30 avril 1905 à Paris où il est mort le 28 juillet 2004, est un économiste français, spécialiste de l’économie du développement. Il travaille notamment à la planification du Liban.

## Biographie

### Parcours professionnel
Après ses études, Raymond Delprat devient ingénieur dans l’industrie pétrolière en 1928 et chef de service à la Société générale des huiles de pétrole à Lavéra (Bouches-du-Rhône) de 1933 à 1943.
Il rencontre le prêtre dominicain et économiste Louis-Joseph Lebret le 1er janvier 1941 à Martigues puis s’engage à ses côtés quand il fonde l’association Économie et humanisme (E&H) à Marseille le 24 septembre 1941. En juillet 1943, le siège d’Économie et Humanisme est transféré à Écully, dans la banlieue lyonnaise. Raymond Delprat en devient l’administrateur en août 1943. Il entre au comité de direction en mars 1945.
Raymond Delprat est salarié du CNRS, collaborant au Laboratoire social de 1946 à 1956.
Raymond Delprat contribue à la mise sur pied de nombreux organismes nés dans la mouvance des fondateurs d’E&H. Le 14 janvier 1946, il est cogérant de société Les Éditions Économie et Humanisme avec Henri Desroche. Le 12 novembre 1946, l’équipe lyonnaise d’Économie et Humanisme se constitue en Bureau lyonnais d’analyse et de conjoncture (BLAC), Yves Strauss et Raymond Delprat représentent E&H lors de la fondation de la société . En septembre 1955, il est nommé au conseil de direction de l’Institut de recherche et d’action contre la misère mondiale (IRAMM) que fonde l’abbé Pierre dans le prolongement des communautés d’Emmaüs qui deviendra l’Institut de recherche et d'applications des méthodes de développement (IRAM). En 1958, il devient membre du premier conseil d’administration de l’Institut international de recherches et de formation en vue du développement harmonisé (IRFED).

### Missions internationales
Raymond Delprat conduit de nombreuses études, notamment en vue de la planification économique de pays d’Afrique, d’Amérique latine ou du Proche-Orient. Il est ainsi en compagnie du père Lebret en Colombie en 1956.
L’association IRFED est chargée en 1959 par le président libanais Fouad Chéhab d’une mission, conduisant à l’élaboration d’un diagnostic très large, publié à partir de 1960 sous forme de rapport avec le titre Besoins et possibilités du Liban. Selon l’historien Stéphane Malsagne, « la publication constitue un électrochoc. Ce livre met en évidence les contrastes de revenus et de richesse au Liban, entre catégories sociales et, originalité, entre régions. Il souligne aussi les déséquilibres macro-économiques (faiblesse des secteurs productifs, sensibilité aux importations de capitaux). » Une deuxième mission entre 1961 et 1964 se traduit par l’élaboration d’un plan quinquennal et d’une restructuration administrative du développement. Raymond Delprat en est le directeur, résidant sur place avec une équipe d’une quinzaine d’experts français. Les propositions de l’IRFED se heurtent aux critiques de représentants du monde de la finance libanaise, rétifs à une intervention accrue de l’État dans l’économie et à  son endettement. Georges Corm, qui a travaillé plusieurs mois avec l’IRFED à la préparation du plan quinquennal, approuve à la fois le nouvel esprit d’intervention étatique au service du développement mais en critique certaines modalités . Il attaque en particulier les conseils consultatifs locaux qu’il qualifie d’organisation « monstrueuse. »
Raymond Delprat dirige une autre mission de l’IRFED au Venezuela en 1965. Il effectue plusieurs voyages d'études au Liban (1966, 1969-1972) et en Côte d'Ivoire (1973-1980), au Bénin et au Brésil.

### Responsabilités académiques
Raymond Delprat dirige de 1949 à 1951 la revue mensuelle Le Diagnostic économique et social. Elle compte 30 numéros. Elle est issue d’une scission de la revue Économie et Humanisme, publiée entre 1942 et 1948 sous la direction de René Moreux (1876-1957).
Le Diagnostic économique et social, fusionne avec Idées et Forces. Cahiers d’économie humaine, revue trimestrielle, qui paraît de 1948 à 1951. La nouvelle revue bimestrielle est éditée à nouveau sous le nom d’Économie et Humanisme, de 1952 à 1964 Raymond Delprat en est le directeur. La revue devient E&H Économie et Humanisme de 1965 à 1990, avant de reprendre le titre d’Économie et Humanisme de 1991 à sa disparition en 2007.
Raymond Delprat était président d’honneur de l’association « Les amis du Père Lebret » qui se consacre à la mémoire et à la gestion des archives de L.-J. Lebret. Raymond Delprat meurt le 27 juillet 2004, à l’âge de 99 ans.

### Œuvres de Raymond Delprat
- Première ébauche d'un modèle de croissance globale pour le Liban, IRFED, Beyrouth, 1963
- La Régionalisation du développement, le cas du Venezuela, La Documentation française, Paris, 1965
- Application de la fonction de Cobb-Douglas aux prévisions (provisoires) du plan de la nation 1965-1968 du Venezuela, IRFED, Paris, 1965
- Liban, évolution du niveau de vie en milieu rural, 1960-1970, Ministère du Plan, Beyrouth, 1970
- Combat pour l’homme et pour tous les hommes : Louis Joseph Lebret (1897-1966), IRFED, Paris, s.d.
- Louis-Joseph Lebret, la mission IRFED-Liban et le général Chehab (1959-1964), Les Amis du Père Lebret, Paris, 1982

### Œuvres en collaboration
- Louis-Joseph Lebret (avec la collaboration de Marise Michoud, Huguette Hollard, Georges Allo, Pierre Viau et Raymond Delprat) : L'Enquête rurale : L'analyse de la commune et du canton, Presses universitaires de France, Paris, 1951
- Louis-Joseph Lebret (avec la collaboration d’André Piettre, Alfred Sauvy et Raymond Delprat) : Économie et civilisation : Tome 1. Niveaux de vie, besoins et civilisation, les Éditions ouvrières, Paris, 1956
- Louis-Joseph Lebret (avec la collaboration de Jean-Marie Albertini, Robert Caillot, Georges Célestin et Raymond Delprat) : L'Enquête en vue de l'aménagement régional, Presses universitaires de France, Paris, 1958
- Louis-Joseph Lebret (avec la participation de Paul Borel, Raymond Delprat et al.) : Dynamique concrète du développement, Éditions ouvrières, 1961
- Louis-Joseph Lebret (avec la collaboration de Raymond Delprat et Marie-France Desbruyères) : Développement = révolution solidaire, Éditions ouvrières, Paris, 1967

### Sources
- Les archives de Raymond Delprat sont conservées aux Archives nationales, site de Pierrefitte-Sur-Seine, dans la sous-série 87 AS (versement 19920554) : Inventaire du fonds 87AS.
- Les archives du père Lebret sont conservées aux Archives nationales, site de Pierrefitte-sur-Seine, dans la sous-série 45 AS (versements 19860461 et 20000035) : Inventaire du fonds 45AS.